# Top Chef VIP Chile
Top Chef VIP Chile es un programa de televisión chileno de competición gastronómica entre famosos. Su formato está basado en el espacio de televisión estadounidense de cocina con el mismo título.
Su estreno fue el 14 de enero de 2024 con el actor Cristián Riquelme como presentador y con Sergi Arola, Fernanda Fuentes y Benjamín Nast como miembros del jurado.El 6 de junio de 2024 se confirmó la segunda temporada del programa. El 9 de mayo de 2025 se anunció la tercera temporada del show gastronómico.

## Historia
Tras casi una década desde que en 2014 Televisión Nacional de Chile haya producido la versión local con Top Chef Chile, el formato regresó a la televisión chilena. Así, a fines del año 2023, se confirmó que Chilevisión estaba preparando una nueva versión del exitoso programa Top Chef pero que esta vez contaría con famosos exponiendo sus dotes culinarias. Pasaron unas semanas hasta que el 27 de diciembre de 2023 se confirmaron las primeras participaciones oficiales. Fueron confirmados: Rodrigo Salinas, comediante y actor; Berta Lasala, actriz de teleseries; Raimundo Alcalde, actor y tiktoker; y, Juan Pablo Álvarez, exparticipante del reality show Pelotón.Al día siguiente, se anunció la participación de la actriz y comediante Belén Mora, el modelo argentino Maximiliano Ferres, la influencer venezolana Carlyn Romero y la presentadora de televisión Paulina Nin de Cardona.Posteriormente, se confirmó que Trinidad Cerda, exparticipante de Gran Hermano Chile, formaría parte de esta edición junto al comentarista de espectáculos Jordi Castell, la bailarina Ana María Muñoz (conocida como Zapallito Italiano) y la animadora y modelo Gianella Marengo. Finalmente, el 2 de enero de 2024 se anunciaron a los dos últimos participantes: Jennifer Galvarini (conocida como Pincoya), exparticipante de Gran Hermano Chile; y, Alonso Quintero, actor de telenovelas.
El día 6 de junio de 2024 se anunció la segunda temporada del programa, instancia en la que se confirmó a su primer participante: Tomás González, deportista olímpico chileno. El día 1 de octubre de 2024 se retomó la promoción del programa, fecha en la que fue anunciado el elenco completo de la nueva edición: Álex Ortiz, comediante; Nicolás Brown, actor de cine, teatro y televisión; Teresita Reyes, actriz; Antonella Ríos, influencer, conductora y actriz; Constanza Capelli, ganadora de Gran Hermano Chile; Disley Ramos, modelo, actriz e influencer; Scarlette "Eskarcita" Gálvez, subcampeona de Gran Hermano Chile; Héctor Morales, actor y director de teatro; Horacio de la Peña, tenista argentino; Javiera Acevedo, actriz, influencer y modelo; José Luis "Joche" Bibbó, chico reality argentino; Luis Gnecco, actor de cine, teatro y televisión; Magdalena Montes, periodista y exconductora de televisión; y, María José Bello, actriz chilena y locutora radial.
El 9 de mayo de 2025 se anunció la tercera temporada del show gastronómico, confirmándose días después a sus primeros participantes: Alejandra Fosalba, actriz chilena; y, Nicolás Solabarrieta, exfutbolista y exparticipante de Tierra brava y ¿Ganar o servir? Al día siguiente se confirmó la participación de dos nuevas concursantes: Vanessa Daroch, médium y tarotista chilena, exparticipante de Psíquicos; y, Mafe Bertero, actriz e influencer. El día 22 de mayo se confirmó la participación de Dani Ride, cantante y representante de Chile en la competencia internacional del LXIV Festival Internacional de la Canción de Viña del Mar; y de Gabriel "Coca" Mendoza, exfutbolista y exparticipante de La granja VIP y ¿Ganar o servir? y ganador de 1810. Al día siguiente se anunció la participación del comediante Lucas Espinoza y de la presentadora de televisión, actriz y exparticipante de Año 0, Pilar Cox. El día 25 de mayo se cerró la lista de confirmados. En dicha instancia, se anunció la participación de los actores Mónica Godoy, Yamila Reyna, Ricardo Fernández, Francisco "Toto" Acuña y Álvaro Gómez; del humorista Mauricio Flores; de la drag queen y exparticipante de ¿Ganar o servir?, Sofía Camará; de la halterófila olímpica, María Fernanda Valdés; y de las cantantes Caro Molina y Carolina Soto.

## Formato
Top Chef VIP es un programa de cocina que utiliza un formato de eliminación progresiva. Cada temporada comienza con catorce famosos seleccionados a través de audiciones privadas con la producción. En cada episodio, los concursantes participan en un "Desafío de Rapidez" y un "Desafío de Eliminación". El ganador del "Desafío de Rapidez" suele obtener inmunidad frente a la eliminación, un premio u otro beneficio para el siguiente "Desafío de Eliminación". Como sugiere el nombre, el perdedor del "Desafío de Eliminación" es eliminado de la competencia. Este formato continúa hasta que quedan dos o tres famosos. Cada finalista tiene el reto de crear un menú completo; el chef con la mejor comida, según determinen los jueces, es nombrado el "Top Chef" de la temporada.

## Equipo
| Edición           | 1           | 2           | 3           |             |             |
| Año               | 2024        | 2024-25     | 2025        |             |             |
| Presentador       | Presentador | Presentador | Presentador | Presentador | Presentador |
| ----------------- | ----------- | ----------- | ----------- | ----------- | ----------- |
| Cristián Riquelme |             |             |             |             |             |
| Jurado            |             |             |             |             |             |
| Benjamín Nast     |             |             |             |             |             |
| Fernanda Fuentes  |             |             |             |             |             |
| Sergi Arola       |             |             |             |             |             |

## Primera edición(2024)
- La primera temporada de la versión chilena de Top Chef VIP comenzó a emitirse el 14 de enero de 2024, con los 14 participantes confirmados[17] y finalizó el día 20 de marzo de 2024 en donde el ganador se llevó la suma de 30 millones de pesos chilenos.[18]

### Participantes
| Participantes                                                         | Resultado final       | Nom. | Tiempo       | Ref.   |
| --------------------------------------------------------------------- | --------------------- | ---- | ------------ | ------ |
| Belén Mora Actriz y cómica                                            | Ganadora              | 8    | 40 capítulos | [ 19 ] |
| Alonso Quintero Actor, músico y licenciado en sociología              | Finalistas            | 9    | 40 capítulos | [ 19 ] |
| Gianella Marengo Comunicadora, influencer y ex chica reality          | Finalistas            | 8    | 40 capítulos | [ 19 ] |
| Gissella Paz Gallardo Periodista y emprendedora                       | 14.ª eliminada        | 5    | 22 capítulos | [ 20 ] |
| Berta Lasala Actriz, panelista de TV                                  | 13.ª eliminada        | 5    | 37 capítulos | [ 21 ] |
| Ana María «Zapallito» Muñoz Bailarina                                 | 12.ª eliminada        | 7    | 35 capítulos | [ 22 ] |
| Jennifer «Pincoya» Galvarini Técnico en enfermería y ex chica reality | 11.ª eliminada        | 5    | 16 capítulos | [ 23 ] |
| Jennifer «Pincoya» Galvarini Técnico en enfermería y ex chica reality | 4.ª eliminada         | 5    | 13 capítulos | [ 24 ] |
| Máximo Menem Bolocco Influencer y estudiante de arquitectura          | 10.º eliminado        | 3    | 14 capítulos | [ 25 ] |
| Paulina Nin de Cardona Presentadora de TV y empresaria                | 9.ª eliminada         | 4    | 29 capítulos | [ 26 ] |
| Carlyn Romero Cocinera, rostro de TV y tiktoker                       | 8.ª eliminada         | 6    | 27 capítulos | [ 27 ] |
| Maximiliano Ferres Ex chico reality, modelo e influencer              | 7.º eliminado         | 4    | 25 capítulos | [ 28 ] |
| Marcial Tagle Actor de teatro, cine y televisión                      | 6.º eliminado         | 1    | 4 capítulos  | [ 29 ] |
| Jordi Castell Fotógrafo, comunicador y pintor                         | Abandona              | 3    | 20 capítulos | [ 30 ] |
| Juan Pablo Álvarez Ex chico reality y asistente de mozos              | 5.º eliminado         | 2    | 17 capítulos | [ 31 ] |
| Raimundo Alcalde Actor, modelo y personal trainer                     | 3.er eliminado        | 3    | 9 capítulos  | [ 32 ] |
| Trinidad Cerda Actriz, tripulante de cabina y ex chica reality        | 2.ª eliminada         | 2    | 5 capítulos  | [ 33 ] |
| Rodrigo Salinas Dibujante, caricaturista, actor y comediante          | 1.er eliminado        | 1    | 1 capítulo   | [ 34 ] |
| Chris «Gringo Mode On» Fetterman Comediante e influencer              | Eliminado (Repechaje) | —    | 1 capítulo   | [ 35 ] |

#### Repechaje
El repechaje consistió en la instancia que permitió a los exparticipantes que abandonaron el programa o fueron eliminados de este, contar con una segunda oportunidad para reingresar, de ellos participaron 4 ex-concursantes y 4 nuevos aspirantes.
Contó con 3 etapas; la primera de ellas consistió en preparar una entrada, un fondo y un postre, siendo eliminado Raimundo Alcalde, en la segunda prueba se debió cocinar un plato de fondo el cual produjo la eliminación de Chris Fetterman. La tercera y última prueba consiste en la preparación de un postre.
Cabe destacar que Rodrigo Salinas, el comediante que fue el primer eliminado del espacio, quedó fuera de esta instancia.
| Participantes                    | Resultado final |
| -------------------------------- | --------------- |
| Máximo Menem Bolocco             | Ingresa         |
| Gissella Gallardo                | Ingresa         |
| Marcial Tagle                    | Ingresa         |
| Jennifer «Pincoya» Galvarini     | Reingresa       |
| Juan Pablo Álvarez               | Eliminado       |
| Trinidad Cerda                   | Eliminada       |
| Chris «Gringo Mode On» Fetterman | Eliminado       |
| Raimundo Alcalde                 | Eliminado       |

### Resultados generales
| Belén       | Salvada   | Nominada  | Salvada   | Mejor     | Nominada  | Exenta    | Nominada  | Nominada  | Nominada  | Nominada  | Salvada       | Nominada      | Inmune        | Nominada      | Finalista     | Ganadora  |  |  |  |  |  |  |  |  |  |  |  |  |  |  |  |  |  |  |  |  |  |  |  |  |  |  |  |  |  |  |  |  |  |  |  |  |  |  |  |  |  |  |  |  |  |  |  |  |  |  |  |  |  |  |  |  |  |  |  |
| Alonso      | Salvado   | Nominado  | Salvado   | Nominado  | Mejor     | Exento    | Nominado  | Nominado  | Nominado  | Nominado  | Inmune        | Nominado      | Nominado      | Nominado      | Finalista     | Finalista |  |  |  |  |  |  |  |  |  |  |  |  |  |  |  |  |  |  |  |  |  |  |  |  |  |  |  |  |  |  |  |  |  |  |  |  |  |  |  |  |  |  |  |  |  |  |  |  |  |  |  |  |  |  |  |  |  |  |  |
| Gianella    | Salvada   | Inmune    | Lesionada | Lesionada | Nominada  | Exenta    | Nominada  | Mejor     | Nominada  | Nominada  | Nominada      | Nominada      | Nominada      | Nominada      | Finalista     | Finalista |  |  |  |  |  |  |  |  |  |  |  |  |  |  |  |  |  |  |  |  |  |  |  |  |  |  |  |  |  |  |  |  |  |  |  |  |  |  |  |  |  |  |  |  |  |  |  |  |  |  |  |  |  |  |  |  |  |  |  |
| Gisella     | No estaba | No estaba | No estaba | No estaba | No estaba | Ingresa   | Nominada  | Inmune    | Inmune    | Salvada   | Nominada      | Nominada      | Nominada      | Nominada      | Eliminada     |           |  |  |  |  |  |  |  |  |  |  |  |  |  |  |  |  |  |  |  |  |  |  |  |  |  |  |  |  |  |  |  |  |  |  |  |  |  |  |  |  |  |  |  |  |  |  |  |  |  |  |  |  |  |  |  |  |  |  |  |
| Berta       | Mejor     | Nominada  | Mejor     | Nominada  | Nominada  | Exenta    | Salvada   | Salvada   | Salvada   | Nominada  | Salvada       | Inmune        | Inmune        | Eliminada     |               |           |  |  |  |  |  |  |  |  |  |  |  |  |  |  |  |  |  |  |  |  |  |  |  |  |  |  |  |  |  |  |  |  |  |  |  |  |  |  |  |  |  |  |  |  |  |  |  |  |  |  |  |  |  |  |  |  |  |  |  |
| Zapallito   | Salvada   | Nominada  | Salvada   | Salvada   | Salvada   | Exenta    | Nominada  | Nominada  | Nominada  | Inmune    | Nominada      | Nominada      | Eliminada     |               |               |           |  |  |  |  |  |  |  |  |  |  |  |  |  |  |  |  |  |  |  |  |  |  |  |  |  |  |  |  |  |  |  |  |  |  |  |  |  |  |  |  |  |  |  |  |  |  |  |  |  |  |  |  |  |  |  |  |  |  |  |
| Pincoya     | Salvada   | Salvada   | Nominada  | Eliminada |           | Reingresa | Mejor     | Salvada   | Nominada  | Inmune    | Nominada      | Eliminada     |               |               |               |           |  |  |  |  |  |  |  |  |  |  |  |  |  |  |  |  |  |  |  |  |  |  |  |  |  |  |  |  |  |  |  |  |  |  |  |  |  |  |  |  |  |  |  |  |  |  |  |  |  |  |  |  |  |  |  |  |  |  |  |
| Máximo      | No estaba | No estaba | No estaba | No estaba | No estaba | Ingresa   | Inmune    | Salvado   | Nominado  | Nominado  | Eliminado     |               |               |               |               |           |  |  |  |  |  |  |  |  |  |  |  |  |  |  |  |  |  |  |  |  |  |  |  |  |  |  |  |  |  |  |  |  |  |  |  |  |  |  |  |  |  |  |  |  |  |  |  |  |  |  |  |  |  |  |  |  |  |  |  |
| Paulina     | Salvada   | Salvada   | Nominada  | Salvada   | Nominada  | Exenta    | Salvada   | Nominada  | Salvada   | Eliminada |               |               |               |               |               |           |  |  |  |  |  |  |  |  |  |  |  |  |  |  |  |  |  |  |  |  |  |  |  |  |  |  |  |  |  |  |  |  |  |  |  |  |  |  |  |  |  |  |  |  |  |  |  |  |  |  |  |  |  |  |  |  |  |  |  |
| Carlyn      | Salvada   | Nominada  | Nominada  | Inmune    | Nominada  | Exenta    | Nominada  | Nominada  | Eliminada |           |               |               |               |               |               |           |  |  |  |  |  |  |  |  |  |  |  |  |  |  |  |  |  |  |  |  |  |  |  |  |  |  |  |  |  |  |  |  |  |  |  |  |  |  |  |  |  |  |  |  |  |  |  |  |  |  |  |  |  |  |  |  |  |  |  |
| Maximiliano | Salvado   | Salvado   | Nominado  | Nominado  | Inmune    | Exento    | Nominado  | Eliminado |           |           |               |               |               |               |               |           |  |  |  |  |  |  |  |  |  |  |  |  |  |  |  |  |  |  |  |  |  |  |  |  |  |  |  |  |  |  |  |  |  |  |  |  |  |  |  |  |  |  |  |  |  |  |  |  |  |  |  |  |  |  |  |  |  |  |  |
| Marcial     | No estaba | No estaba | No estaba | No estaba | No estaba | Ingresa   | Eliminado |           |           |           |               |               |               |               |               |           |  |  |  |  |  |  |  |  |  |  |  |  |  |  |  |  |  |  |  |  |  |  |  |  |  |  |  |  |  |  |  |  |  |  |  |  |  |  |  |  |  |  |  |  |  |  |  |  |  |  |  |  |  |  |  |  |  |  |  |
| Jordi       | Salvado   | Mejor     | Nominado  | Nominado  | Nominado  | Exento    | Abandona  |           |           |           |               |               |               |               |               |           |  |  |  |  |  |  |  |  |  |  |  |  |  |  |  |  |  |  |  |  |  |  |  |  |  |  |  |  |  |  |  |  |  |  |  |  |  |  |  |  |  |  |  |  |  |  |  |  |  |  |  |  |  |  |  |  |  |  |  |
| Juan Pablo  | Salvado   | Salvado   | Inmune    | Nominado  | Eliminado | Eliminado |           |           |           |           |               |               |               |               |               |           |  |  |  |  |  |  |  |  |  |  |  |  |  |  |  |  |  |  |  |  |  |  |  |  |  |  |  |  |  |  |  |  |  |  |  |  |  |  |  |  |  |  |  |  |  |  |  |  |  |  |  |  |  |  |  |  |  |  |  |
| Raimundo    | Nominado  | Nominado  | Eliminado |           |           | Eliminado |           |           |           |           |               |               |               |               |               |           |  |  |  |  |  |  |  |  |  |  |  |  |  |  |  |  |  |  |  |  |  |  |  |  |  |  |  |  |  |  |  |  |  |  |  |  |  |  |  |  |  |  |  |  |  |  |  |  |  |  |  |  |  |  |  |  |  |  |  |
| Trinidad    | Nominada  | Eliminada |           |           |           | Eliminada |           |           |           |           |               |               |               |               |               |           |  |  |  |  |  |  |  |  |  |  |  |  |  |  |  |  |  |  |  |  |  |  |  |  |  |  |  |  |  |  |  |  |  |  |  |  |  |  |  |  |  |  |  |  |  |  |  |  |  |  |  |  |  |  |  |  |  |  |  |
| Rodrigo     | Eliminado |           |           |           |           |           |           |           |           |           |               |               |               |               |               |           |  |  |  |  |  |  |  |  |  |  |  |  |  |  |  |  |  |  |  |  |  |  |  |  |  |  |  |  |  |  |  |  |  |  |  |  |  |  |  |  |  |  |  |  |  |  |  |  |  |  |  |  |  |  |  |  |  |  |  |
|             |           |           |           |           |           |           |           |           |           |           |               |               |               |               |               |           |  |  |  |  |  |  |  |  |  |  |  |  |  |  |  |  |  |  |  |  |  |  |  |  |  |  |  |  |  |  |  |  |  |  |  |  |  |  |  |  |  |  |  |  |  |  |  |  |  |  |  |  |  |  |  |  |  |  |  |
| Chris       | No estaba | No estaba | No estaba | No estaba | No estaba | Eliminado |           |           |           |           |               |               |               |               |               |           |  |  |  |  |  |  |  |  |  |  |  |  |  |  |  |  |  |  |  |  |  |  |  |  |  |  |  |  |  |  |  |  |  |  |  |  |  |  |  |  |  |  |  |  |  |  |  |  |  |  |  |  |  |  |  |  |  |  |  |
|             |           |           |           |           |           |           |           |           |           |           |               |               |               |               |               |           |  |  |  |  |  |  |  |  |  |  |  |  |  |  |  |  |  |  |  |  |  |  |  |  |  |  |  |  |  |  |  |  |  |  |  |  |  |  |  |  |  |  |  |  |  |  |  |  |  |  |  |  |  |  |  |  |  |  |  |
| Referencias |           |           |           |           |           |           |           |           |           |           | [ 41 ] [ 42 ] | [ 43 ] [ 44 ] | [ 45 ] [ 46 ] | [ 47 ] [ 48 ] | [ 49 ] [ 50 ] | [ 51 ]    |  |  |  |  |  |  |  |  |  |  |  |  |  |  |  |  |  |  |  |  |  |  |  |  |  |  |  |  |  |  |  |  |  |  |  |  |  |  |  |  |  |  |  |  |  |  |  |  |  |  |  |  |  |  |  |  |  |  |  |

     El participante gana el título de "Top Chef de la semana" y obtiene la inmunidad.
     El participante gana la "Prueba de inmunidad" o "Prueba de salvación" y es inmune.
     El participante es salvado en la "Prueba de salvación".
     El participante pierde la "Prueba de nominación/salvación" y es nominado.
     El participante es eliminado de la competencia.
     El participante no participa de la competencia debido a una lesión.
     El participante abandona la competencia.
     Nominación automática para definir los semifinalistas.
Repechaje
     El participante ingresa o reingresa a la competencia.
     El participante pierde el "Desafío de repechaje" y no ingresa o reingresa a la competencia.

## Segunda edición(2024-2025)
- La segunda temporada de la versión chilena de Top Chef VIP comenzó a emitirse el 28 de octubre de 2024, con los 17 participantes confirmados, y finalizó el día 8 de enero de 2025 en donde la ganadora se llevó la suma de 30 millones de pesos chilenos y un auto.[52]

### Participantes
| Participantes                                                            | Resultado final       | Nom. | Tiempo       | Ref.   |
| ------------------------------------------------------------------------ | --------------------- | ---- | ------------ | ------ |
| Javiera Acevedo Actriz, influencer y modelo                              | Ganadora              | 7    | 40 capítulos | [ 53 ] |
| Disley Ramos Modelo, actriz e influencer                                 | Finalistas            | 6    | 40 capítulos | [ 53 ] |
| Scarlette «Eskarcita» Gálvez Influencer y finalista de Gran Hermano 2023 | Finalistas            | 8    | 19 capítulos | [ 53 ] |
| Scarlette «Eskarcita» Gálvez Influencer y finalista de Gran Hermano 2023 | 6.ª eliminada         | 8    | 14 capítulos | [ 54 ] |
| Constanza Capelli Bailarina y ganadora de Gran Hermano 2023              | 16.ª eliminada        | 8    | 39 capítulos | [ 55 ] |
| María José Bello Actriz y locutora radial                                | 15.ª eliminada        | 8    | 38 capítulos | [ 56 ] |
| Nicolás Brown Actor de cine, teatro y televisión                         | 14.° eliminado        | 9    | 36 capítulos | [ 57 ] |
| Rayén Araya Periodista                                                   | 13.ª eliminada        | 4    | 10 capítulos | [ 58 ] |
| Álex Ortiz Comediante                                                    | 12.° eliminado        | 7    | 31 capítulos | [ 59 ] |
| Jordi Castell Fotógrafo, comunicador y pintor                            | 11.° eliminado        | 3    | 9 capítulos  | [ 60 ] |
| José Luis «Joche» Bibbó Ex chico reality                                 | 10.° eliminado        | 2    | 7 capítulos  | [ 61 ] |
| José Luis «Joche» Bibbó Ex chico reality                                 | 1.° eliminado         | 2    | 1 capítulos  | [ 62 ] |
| Magdalena Montes Periodista y exconductora de televisión                 | 9.ª eliminada         | 7    | 23 capítulos | [ 63 ] |
| Tomás González Gimnasta olímpico                                         | 8.° eliminado         | 5    | 19 capítulos | [ 64 ] |
| Luis Gnecco Actor de cine, teatro y televisión                           | 7.° eliminado         | 4    | 16 capítulos | [ 65 ] |
| Teresita Reyes Actriz de cine, teatro y televisión                       | 5.ª eliminada         | 3    | 12 capítulos | [ 66 ] |
| Horacio de la Peña Extenista                                             | 4.° eliminado         | 3    | 9 capítulos  | [ 67 ] |
| Héctor Morales Actor y director de teatro                                | 3.° eliminado         | 3    | 7 capítulos  | [ 68 ] |
| Antonella Ríos Influencer, conductora y actriz                           | 2.ª eliminada         | 2    | 4 capítulos  | [ 69 ] |
| Diego Muñoz Actor                                                        | Eliminado (Repechaje) | 49   | 1 capítulo   | [ 70 ] |

#### Repechaje
El repechaje consistió en la instancia que permitió a los exparticipantes que abandonaron el programa o fueron eliminados de este, contar con una segunda oportunidad para reingresar, de ellos participaron 4 ex-concursantes y 3 nuevos aspirantes.
| Participantes                | Resultado final |
| ---------------------------- | --------------- |
| Scarlette «Eskarcita» Gálvez | Reingresa       |
| Rayén Araya                  | Ingresa         |
| Jordi Castell                | Ingresa         |
| José Luis «Joche» Bibbó      | Reingresa       |
| Antonella Ríos               | Eliminada       |
| Teresita Reyes               | Eliminada       |
| Diego Muñoz                  | Eliminado       |

### Resultados generales
| Javiera     | Salvada   | Mejor     | Salvada   | Salvada   | Salvada   | Nominada  | Mejor     | Mejor     | Exenta    | Nominada  | Nominada  | Nominada  | Salvada   | Nominada  | Nominada  | Nominada  | Finalista | Ganadora  |  |  |  |  |  |  |  |  |  |  |  |  |  |  |  |  |  |  |  |  |  |  |  |  |  |  |  |  |  |  |  |  |  |  |  |  |  |  |  |  |  |  |  |  |  |  |  |  |  |  |  |  |  |  |  |  |  |  |
| Disley      | Salvada   | Salvada   | Nominada  | Salvada   | Salvada   | Salvada   | Nominada  | Nominada  | Exenta    | Nominada  | Nominada  | Mejor     | Mejor     | Salvada   | Salvada   | Nominada  | Finalista | Finalista |  |  |  |  |  |  |  |  |  |  |  |  |  |  |  |  |  |  |  |  |  |  |  |  |  |  |  |  |  |  |  |  |  |  |  |  |  |  |  |  |  |  |  |  |  |  |  |  |  |  |  |  |  |  |  |  |  |  |
| Eskarcita   | Salvada   | Nominada  | Nominada  | Salvada   | Nominada  | Eliminada |           |           | Reingresa | Nominada  | Nominada  | Nominada  | Salvada   | Salvada   | Salvada   | Nominada  | Finalista | Finalista |  |  |  |  |  |  |  |  |  |  |  |  |  |  |  |  |  |  |  |  |  |  |  |  |  |  |  |  |  |  |  |  |  |  |  |  |  |  |  |  |  |  |  |  |  |  |  |  |  |  |  |  |  |  |  |  |  |  |
| Constanza   | Salvada   | Nominada  | Mejor     | Mejor     | Nominada  | Nominada  | Nominada  | Nominada  | Exenta    | Salvada   | Nominada  | Nominada  | Nominada  | Nominada  | Nominada  | Nominada  | Eliminada |           |  |  |  |  |  |  |  |  |  |  |  |  |  |  |  |  |  |  |  |  |  |  |  |  |  |  |  |  |  |  |  |  |  |  |  |  |  |  |  |  |  |  |  |  |  |  |  |  |  |  |  |  |  |  |  |  |  |  |
| María José  | Nominada  | Nominada  | Nominada  | Salvada   | Salvada   | Nominada  | Salvada   | Nominada  | Exenta    | Mejor     | Mejor     | Nominada  | Nominada  | Nominada  | Nominada  | Eliminada |           |           |  |  |  |  |  |  |  |  |  |  |  |  |  |  |  |  |  |  |  |  |  |  |  |  |  |  |  |  |  |  |  |  |  |  |  |  |  |  |  |  |  |  |  |  |  |  |  |  |  |  |  |  |  |  |  |  |  |  |
| Nicolás     | Salvado   | Nominado  | Nominado  | Nominado  | Nominado  | Nominado  | Nominado  | Salvado   | Exento    | Nominado  | Salvado   | Salvado   | Nominado  | Nominado  | Eliminado |           |           |           |  |  |  |  |  |  |  |  |  |  |  |  |  |  |  |  |  |  |  |  |  |  |  |  |  |  |  |  |  |  |  |  |  |  |  |  |  |  |  |  |  |  |  |  |  |  |  |  |  |  |  |  |  |  |  |  |  |  |
| Rayén       | No estaba | No estaba | No estaba | No estaba | No estaba | No estaba | No estaba | No estaba | Ingresa   | Nominada  | Salvada   | Nominada  | Nominada  | Eliminada |           |           |           |           |  |  |  |  |  |  |  |  |  |  |  |  |  |  |  |  |  |  |  |  |  |  |  |  |  |  |  |  |  |  |  |  |  |  |  |  |  |  |  |  |  |  |  |  |  |  |  |  |  |  |  |  |  |  |  |  |  |  |
| Álex        | Salvado   | Salvado   | Nominado  | Nominado  | Nominado  | Nominado  | Salvado   | Nominado  | Exento    | Salvado   | Nominado  | Salvado   | Eliminado |           |           |           |           |           |  |  |  |  |  |  |  |  |  |  |  |  |  |  |  |  |  |  |  |  |  |  |  |  |  |  |  |  |  |  |  |  |  |  |  |  |  |  |  |  |  |  |  |  |  |  |  |  |  |  |  |  |  |  |  |  |  |  |
| Jordi       | No estaba | No estaba | No estaba | No estaba | No estaba | No estaba | No estaba | No estaba | Ingresa   | Nominado  | Nominado  | Eliminado |           |           |           |           |           |           |  |  |  |  |  |  |  |  |  |  |  |  |  |  |  |  |  |  |  |  |  |  |  |  |  |  |  |  |  |  |  |  |  |  |  |  |  |  |  |  |  |  |  |  |  |  |  |  |  |  |  |  |  |  |  |  |  |  |
| Joche       | Eliminado |           |           |           |           |           |           |           | Reingresa | Salvado   | Eliminado |           |           |           |           |           |           |           |  |  |  |  |  |  |  |  |  |  |  |  |  |  |  |  |  |  |  |  |  |  |  |  |  |  |  |  |  |  |  |  |  |  |  |  |  |  |  |  |  |  |  |  |  |  |  |  |  |  |  |  |  |  |  |  |  |  |
| Magdalena   | Nominada  | Salvada   | Nominada  | Salvada   | Nominada  | Nominada  | Nominada  | Nominada  | Exenta    | Eliminada |           |           |           |           |           |           |           |           |  |  |  |  |  |  |  |  |  |  |  |  |  |  |  |  |  |  |  |  |  |  |  |  |  |  |  |  |  |  |  |  |  |  |  |  |  |  |  |  |  |  |  |  |  |  |  |  |  |  |  |  |  |  |  |  |  |  |
| Tomás       | Salvado   | Salvado   | Salvado   | Nominado  | Nominado  | Nominado  | Nominado  | Eliminado |           |           |           |           |           |           |           |           |           |           |  |  |  |  |  |  |  |  |  |  |  |  |  |  |  |  |  |  |  |  |  |  |  |  |  |  |  |  |  |  |  |  |  |  |  |  |  |  |  |  |  |  |  |  |  |  |  |  |  |  |  |  |  |  |  |  |  |  |
| Luis        | Salvado   | Nominado  | Nominado  | Nominado  | Mejor     | Mejor     | Eliminado |           |           |           |           |           |           |           |           |           |           |           |  |  |  |  |  |  |  |  |  |  |  |  |  |  |  |  |  |  |  |  |  |  |  |  |  |  |  |  |  |  |  |  |  |  |  |  |  |  |  |  |  |  |  |  |  |  |  |  |  |  |  |  |  |  |  |  |  |  |
| Teresita    | Salvada   | Salvada   | Nominada  | Nominada  | Eliminada |           |           |           | Eliminada |           |           |           |           |           |           |           |           |           |  |  |  |  |  |  |  |  |  |  |  |  |  |  |  |  |  |  |  |  |  |  |  |  |  |  |  |  |  |  |  |  |  |  |  |  |  |  |  |  |  |  |  |  |  |  |  |  |  |  |  |  |  |  |  |  |  |  |
| Horacio     | Nominado  | Nominado  | Salvado   | Eliminado |           |           |           |           |           |           |           |           |           |           |           |           |           |           |  |  |  |  |  |  |  |  |  |  |  |  |  |  |  |  |  |  |  |  |  |  |  |  |  |  |  |  |  |  |  |  |  |  |  |  |  |  |  |  |  |  |  |  |  |  |  |  |  |  |  |  |  |  |  |  |  |  |
| Héctor      | Nominado  | Nominado  | Eliminado |           |           |           |           |           |           |           |           |           |           |           |           |           |           |           |  |  |  |  |  |  |  |  |  |  |  |  |  |  |  |  |  |  |  |  |  |  |  |  |  |  |  |  |  |  |  |  |  |  |  |  |  |  |  |  |  |  |  |  |  |  |  |  |  |  |  |  |  |  |  |  |  |  |
| Antonella   | Nominada  | Eliminada |           |           |           |           |           |           | Eliminada |           |           |           |           |           |           |           |           |           |  |  |  |  |  |  |  |  |  |  |  |  |  |  |  |  |  |  |  |  |  |  |  |  |  |  |  |  |  |  |  |  |  |  |  |  |  |  |  |  |  |  |  |  |  |  |  |  |  |  |  |  |  |  |  |  |  |  |
|             |           |           |           |           |           |           |           |           |           |           |           |           |           |           |           |           |           |           |  |  |  |  |  |  |  |  |  |  |  |  |  |  |  |  |  |  |  |  |  |  |  |  |  |  |  |  |  |  |  |  |  |  |  |  |  |  |  |  |  |  |  |  |  |  |  |  |  |  |  |  |  |  |  |  |  |  |
| Diego       | No estaba | No estaba | No estaba | No estaba | No estaba | No estaba | No estaba | No estaba | Eliminado |           |           |           |           |           |           |           |           |           |  |  |  |  |  |  |  |  |  |  |  |  |  |  |  |  |  |  |  |  |  |  |  |  |  |  |  |  |  |  |  |  |  |  |  |  |  |  |  |  |  |  |  |  |  |  |  |  |  |  |  |  |  |  |  |  |  |  |
|             |           |           |           |           |           |           |           |           |           |           |           |           |           |           |           |           |           |           |  |  |  |  |  |  |  |  |  |  |  |  |  |  |  |  |  |  |  |  |  |  |  |  |  |  |  |  |  |  |  |  |  |  |  |  |  |  |  |  |  |  |  |  |  |  |  |  |  |  |  |  |  |  |  |  |  |  |
| Referencias | [ 62 ]    | [ 69 ]    | [ 68 ]    | [ 67 ]    | [ 66 ]    | [ 54 ]    | [ 65 ]    | [ 64 ]    | [ 70 ]    | [ 63 ]    | [ 61 ]    | [ 60 ]    | [ 59 ]    | [ 58 ]    | [ 57 ]    | [ 56 ]    | [ 55 ]    | [ 53 ]    |  |  |  |  |  |  |  |  |  |  |  |  |  |  |  |  |  |  |  |  |  |  |  |  |  |  |  |  |  |  |  |  |  |  |  |  |  |  |  |  |  |  |  |  |  |  |  |  |  |  |  |  |  |  |  |  |  |  |

     El participante gana el título de "Top Chef de la semana" y obtiene la inmunidad.
     El participante gana la "Prueba de inmunidad" o "Prueba de salvación" y es inmune.
     El participante es salvado en la "Prueba de salvación".
     El participante pierde la "Prueba de nominación/salvación" y es nominado.
     El participante fue uno de los peores en la "Prueba de eliminación", y fue el último salvado.
     El participante es eliminado de la competencia.
     El participante no participa de la competencia debido a una lesión.
     El participante abandona la competencia.
     Nominación automática para definir los semifinalistas.
Repechaje
     El participante ingresa o reingresa a la competencia.
     El participante pierde el "Desafío de repechaje" y no ingresa o reingresa a la competencia.

## Tercera edición(2025)
- La tercera temporada de la versión chilena de Top Chef VIP comenzó a emitirse el 30 de junio de 2025, con los 18 participantes confirmados.

### Participantes
| Participantes                                     | Resultado final      | Nom. | Tiempo       | Ref.   |
| ------------------------------------------------- | -------------------- | ---- | ------------ | ------ |
| Álvaro Gómez Actor                                | En competencia       | 4    | capítulos    |        |
| Carolina Soto Cantante                            | En competencia       | 3    | capítulos    |        |
| Dani Ride Cantante                                | En competencia       | 3    | capítulos    |        |
| María Fernanda Bertero Actriz e influencer        | En competencia       | 4    | capítulos    |        |
| Mónica Godoy Actriz                               | En competencia       | 5    | capítulos    |        |
| Ricardo Fernández Flores Actor                    | En competencia       | 3    | capítulos    |        |
| Vanessa Daroch Médium y tarotista                 | En competencia       | 5    | capítulos    |        |
| Yamila Reyna Actriz                               | En competencia       | 4    | capítulos    |        |
| Alejandra Fosalba Actriz                          | 10.a eliminada       | 2    | 19 capítulos | [ 71 ] |
| Caro «Rancherita» Molina Cantante                 | 9.a eliminada        | 3    | 18 capítulos | [ 72 ] |
| Francisco «Toto» Acuña Actor                      | 8.° eliminado        | 3    | 15 capítulos | [ 73 ] |
| Gabriel «Coca» Mendoza Exfutbolista               | 7.° eliminado        | 3    | 12 capítulos | [ 74 ] |
| Lucas Espinoza Comediante                         | 6.° eliminado        | 3    | 9 capítulos  | [ 75 ] |
| Mauricio Flores Humorista                         | 5.° eliminado        | 1    | 6 capítulos  | [ 76 ] |
| Pilar Cox Actriz y presentadora de televisión     | 3.a y 4.a eliminadas | 1    | 3 capítulos  | [ 77 ] |
| Sofía Camará Drag queen                           | 3.a y 4.a eliminadas | 2    | 3 capítulos  | [ 77 ] |
| Nicolás Solabarrieta Exfutbolista y chico reality | 2.° eliminado        | 1    | 1 capítulo   | [ 78 ] |
| María Fernanda Valdés Halterófila olímpica        | 1.ª eliminada        | 1    | 1 capítulo   | [ 78 ] |

#### Repechaje
El repechaje consistió en la instancia que permitió a los exparticipantes que abandonaron el programa o fueron eliminados de este, contar con una segunda oportunidad para reingresar, de ellos participaron 2 ex-concursantes de temporadas anteriores y 4 de la temporada actual.
| Participantes            | Resultado final |
| ------------------------ | --------------- |
| Gabriel «Coca» Mendoza   | Reingresa       |
| Nicolás Solabarrieta     | Reingresa       |
| Álex Ortiz               | Eliminado       |
| Berta Lasala             | Eliminada       |
| Caro «Rancherita» Molina | Eliminada       |
| Lucas Espinoza           | Eliminado       |

### Resultados generales
| Álvaro      | Salvado   | Salvado   | Nominado  | Nominado  | Salvado   | Nominado  | Nominado  | Salvado   | Exento    |  |  |  |  |  |  |  |  |  |  |  |  |  |  |  |  |  |  |  |  |  |  |  |  |  |  |  |  |  |  |  |  |  |  |  |  |  |  |  |  |  |  |  |  |  |  |  |  |  |  |  |  |  |  |  |  |  |  |  |  |
| Carolina    | Nominada  | Salvada   | Nominada  | Salvada   | Salvada   | Salvada   | Mejor     | Nominada  | Exenta    |  |  |  |  |  |  |  |  |  |  |  |  |  |  |  |  |  |  |  |  |  |  |  |  |  |  |  |  |  |  |  |  |  |  |  |  |  |  |  |  |  |  |  |  |  |  |  |  |  |  |  |  |  |  |  |  |  |  |  |  |
| Coca        | Salvado   | Nominado  | Salvado   | Nominado  | Eliminado |           |           |           | Reingresa |  |  |  |  |  |  |  |  |  |  |  |  |  |  |  |  |  |  |  |  |  |  |  |  |  |  |  |  |  |  |  |  |  |  |  |  |  |  |  |  |  |  |  |  |  |  |  |  |  |  |  |  |  |  |  |  |  |  |  |  |
| Dani        | Nominado  | Salvado   | Salvado   | Salvado   | Nominado  | Nominado  | Salvado   | Salvado   | Exento    |  |  |  |  |  |  |  |  |  |  |  |  |  |  |  |  |  |  |  |  |  |  |  |  |  |  |  |  |  |  |  |  |  |  |  |  |  |  |  |  |  |  |  |  |  |  |  |  |  |  |  |  |  |  |  |  |  |  |  |  |
| Mafe        | Salvada   | Nominada  | Nominada  | Mejor     | Mejor     | Nominada  | Salvada   | Nominada  | Exenta    |  |  |  |  |  |  |  |  |  |  |  |  |  |  |  |  |  |  |  |  |  |  |  |  |  |  |  |  |  |  |  |  |  |  |  |  |  |  |  |  |  |  |  |  |  |  |  |  |  |  |  |  |  |  |  |  |  |  |  |  |
| Mónica      | Nominada  | Nominada  | Salvada   | Salvada   | Nominada  | Salvada   | Nominada  | Nominada  | Exenta    |  |  |  |  |  |  |  |  |  |  |  |  |  |  |  |  |  |  |  |  |  |  |  |  |  |  |  |  |  |  |  |  |  |  |  |  |  |  |  |  |  |  |  |  |  |  |  |  |  |  |  |  |  |  |  |  |  |  |  |  |
| Nicolás     | Eliminado |           |           |           |           |           |           |           | Reingresa |  |  |  |  |  |  |  |  |  |  |  |  |  |  |  |  |  |  |  |  |  |  |  |  |  |  |  |  |  |  |  |  |  |  |  |  |  |  |  |  |  |  |  |  |  |  |  |  |  |  |  |  |  |  |  |  |  |  |  |  |
| Ricardo     | Salvado   | Salvado   | Mejor     | Salvado   | Salvado   | Nominado  | Nominado  | Nominado  | Exento    |  |  |  |  |  |  |  |  |  |  |  |  |  |  |  |  |  |  |  |  |  |  |  |  |  |  |  |  |  |  |  |  |  |  |  |  |  |  |  |  |  |  |  |  |  |  |  |  |  |  |  |  |  |  |  |  |  |  |  |  |
| Vanessa     | Nominada  | Nominada  | Salvada   | Nominada  | Salvada   | Mejor     | Nominada  | Nominada  | Exenta    |  |  |  |  |  |  |  |  |  |  |  |  |  |  |  |  |  |  |  |  |  |  |  |  |  |  |  |  |  |  |  |  |  |  |  |  |  |  |  |  |  |  |  |  |  |  |  |  |  |  |  |  |  |  |  |  |  |  |  |  |
| Yamila      | Nominada  | Salvada   | Mejor     | Nominada  | Nominada  | Salvada   | Nominada  | Salvada   | Exenta    |  |  |  |  |  |  |  |  |  |  |  |  |  |  |  |  |  |  |  |  |  |  |  |  |  |  |  |  |  |  |  |  |  |  |  |  |  |  |  |  |  |  |  |  |  |  |  |  |  |  |  |  |  |  |  |  |  |  |  |  |
| Alejandra   | Salvada   | Salvada   | Salvada   | Salvada   | Salvada   | Nominada  | Salvada   | Eliminada |           |  |  |  |  |  |  |  |  |  |  |  |  |  |  |  |  |  |  |  |  |  |  |  |  |  |  |  |  |  |  |  |  |  |  |  |  |  |  |  |  |  |  |  |  |  |  |  |  |  |  |  |  |  |  |  |  |  |  |  |  |
| Rancherita  | Salvada   | Salvada   | Salvada   | Nominada  | Nominada  | Salvada   | Eliminada |           | Eliminada |  |  |  |  |  |  |  |  |  |  |  |  |  |  |  |  |  |  |  |  |  |  |  |  |  |  |  |  |  |  |  |  |  |  |  |  |  |  |  |  |  |  |  |  |  |  |  |  |  |  |  |  |  |  |  |  |  |  |  |  |
| Toto        | Salvado   | Salvado   | Nominado  | Salvado   | Nominado  | Eliminado |           |           |           |  |  |  |  |  |  |  |  |  |  |  |  |  |  |  |  |  |  |  |  |  |  |  |  |  |  |  |  |  |  |  |  |  |  |  |  |  |  |  |  |  |  |  |  |  |  |  |  |  |  |  |  |  |  |  |  |  |  |  |  |
| Lucas       | Salvado   | Nominado  | Nominado  | Eliminado |           |           |           |           | Eliminado |  |  |  |  |  |  |  |  |  |  |  |  |  |  |  |  |  |  |  |  |  |  |  |  |  |  |  |  |  |  |  |  |  |  |  |  |  |  |  |  |  |  |  |  |  |  |  |  |  |  |  |  |  |  |  |  |  |  |  |  |
| Mauricio    | Salvado   | Salvado   | Eliminado |           |           |           |           |           |           |  |  |  |  |  |  |  |  |  |  |  |  |  |  |  |  |  |  |  |  |  |  |  |  |  |  |  |  |  |  |  |  |  |  |  |  |  |  |  |  |  |  |  |  |  |  |  |  |  |  |  |  |  |  |  |  |  |  |  |  |
| Pilar       | Salvada   | Eliminada |           |           |           |           |           |           |           |  |  |  |  |  |  |  |  |  |  |  |  |  |  |  |  |  |  |  |  |  |  |  |  |  |  |  |  |  |  |  |  |  |  |  |  |  |  |  |  |  |  |  |  |  |  |  |  |  |  |  |  |  |  |  |  |  |  |  |  |
| Sabélo      | Nominada  | Eliminada |           |           |           |           |           |           |           |  |  |  |  |  |  |  |  |  |  |  |  |  |  |  |  |  |  |  |  |  |  |  |  |  |  |  |  |  |  |  |  |  |  |  |  |  |  |  |  |  |  |  |  |  |  |  |  |  |  |  |  |  |  |  |  |  |  |  |  |
| Mª Fernanda | Eliminada |           |           |           |           |           |           |           |           |  |  |  |  |  |  |  |  |  |  |  |  |  |  |  |  |  |  |  |  |  |  |  |  |  |  |  |  |  |  |  |  |  |  |  |  |  |  |  |  |  |  |  |  |  |  |  |  |  |  |  |  |  |  |  |  |  |  |  |  |
|             |           |           |           |           |           |           |           |           |           |  |  |  |  |  |  |  |  |  |  |  |  |  |  |  |  |  |  |  |  |  |  |  |  |  |  |  |  |  |  |  |  |  |  |  |  |  |  |  |  |  |  |  |  |  |  |  |  |  |  |  |  |  |  |  |  |  |  |  |  |
| Álex        | No estaba | No estaba | No estaba | No estaba | No estaba | No estaba | No estaba | No estaba | Eliminada |  |  |  |  |  |  |  |  |  |  |  |  |  |  |  |  |  |  |  |  |  |  |  |  |  |  |  |  |  |  |  |  |  |  |  |  |  |  |  |  |  |  |  |  |  |  |  |  |  |  |  |  |  |  |  |  |  |  |  |  |
| Berta       | No estaba | No estaba | No estaba | No estaba | No estaba | No estaba | No estaba | No estaba | Eliminada |  |  |  |  |  |  |  |  |  |  |  |  |  |  |  |  |  |  |  |  |  |  |  |  |  |  |  |  |  |  |  |  |  |  |  |  |  |  |  |  |  |  |  |  |  |  |  |  |  |  |  |  |  |  |  |  |  |  |  |  |
|             |           |           |           |           |           |           |           |           |           |  |  |  |  |  |  |  |  |  |  |  |  |  |  |  |  |  |  |  |  |  |  |  |  |  |  |  |  |  |  |  |  |  |  |  |  |  |  |  |  |  |  |  |  |  |  |  |  |  |  |  |  |  |  |  |  |  |  |  |  |
| Referencias | [ 78 ]    | [ 77 ]    | [ 76 ]    | [ 75 ]    | [ 74 ]    | [ 73 ]    | [ 72 ]    | [ 71 ]    | [ 79 ]    |  |  |  |  |  |  |  |  |  |  |  |  |  |  |  |  |  |  |  |  |  |  |  |  |  |  |  |  |  |  |  |  |  |  |  |  |  |  |  |  |  |  |  |  |  |  |  |  |  |  |  |  |  |  |  |  |  |  |  |  |

     El participante gana el título de "Top Chef de la semana" y obtiene la inmunidad.
     El participante gana la "Prueba de inmunidad" o "Prueba de salvación" y es inmune.
     El participante es salvado en la "Prueba de salvación".
     El participante pierde la "Prueba de nominación/salvación" y es nominado.
     El participante fue uno de los peores en la "Prueba de eliminación", y fue el último salvado.
     El participante es eliminado de la competencia.
     El participante no participa de la competencia debido a una lesión.
     El participante abandona la competencia.
     Nominación automática para definir los semifinalistas.
Repechaje
     El participante ingresa o reingresa a la competencia.
     El participante pierde el "Desafío de repechaje" y no ingresa o reingresa a la competencia.

## Ediciones«Top Chef VIP»
| Edición                       | Fecha     | Ganadora        | Finalistas                       | Finalistas                       | Semifinalista         |
| ----------------------------- | --------- | --------------- | -------------------------------- | -------------------------------- | --------------------- |
| Top Chef VIP: Primera edición | 2024      | Belén Mora      | Alonso Quintero Gianella Marengo | Alonso Quintero Gianella Marengo | Gissella Paz Gallardo |
| Top Chef VIP: Segunda edición | 2024-2025 | Javiera Acevedo | Disley Ramos Scarlette Galvez    | Disley Ramos Scarlette Galvez    | Constanza Capelli     |
| Top Chef VIP: Tercera edición | 2025      |                 |                                  |                                  |                       |